# Sphaerotheca strachani
Espèce
Synonymes
- Tomopterna strachani Murray, 1884
- Rana strachani (Murray, 1884)

Statut de conservation UICN

 LC  : Préoccupation mineure
Sphaerotheca strachani est une espèce d'amphibiens de la famille des Dicroglossidae.

## Répartition
Cette espèce est endémique de la province du Sind au Pakistan.

## Étymologie
Cette espèce est nommée en l'honneur de James Strachan.

## Taxinomie
L'UICN considère cette espèce comme un synonyme de Sphaerotheca breviceps (Schneider, 1799) suivant Dubois en 1983 au contraire de Dubois en 1987.

## Publication originale
- Murray, 1884 : The Vertebrate Zoology of Sind: A Systematic Account, with Descriptions of All the Known Species of Mammals, Birds, and reptiles Inhabiting the Province, Observations on Their Habits, & c., Tables of Their Geographical Distribution in Persia, Beloochistan, and Afghanistan, Punjab, North-West Provinces, and the Peninsula of India Generally, p. 1-424 (texte intégral).